# Gare de Molinges
Gare de Molinges vasútállomás Franciaországban, Molinges településen.

## Vasútvonalak
Az állomást az alábbi vasútvonalak érintik:
- Andelot-en-Montagne–La Cluse-vasútvonal

## Kapcsolódó állomások
A vasútállomáshoz az alábbi állomások vannak a legközelebb:
- Gare de Saint-Claude
- Gare de Chassal